# Râul Nucu, Bălăneasa
Râul Nucu este un curs de apă, afluent al râului Bălăneasa. 

## Hărți
- Harta Județului Buzăului